# 2.8cm sPzB41
2.8cm sPzB41は第二次世界大戦でドイツ国防軍が使用した重対戦車銃（実質的に軽対戦車砲）である。

## 概要
1941年に採用された3種類のゲルリッヒ砲の中では最も小さく、また最も多く、長く使用された火砲である。テーパーのかかった砲身は砲尾で口径28mm、砲口部で20mmに変化する。砲弾は徹甲弾と榴弾の2種が用意された。タングステンカーバイト製の弾芯に軟質金属製のスランジ（輪縁）を付けた2.8cmPzgr41徹甲弾（重量124グラム）は、砲口に近づくと軽合金が削られて1,400m/秒の初速で射出される。これは硬質の砲弾と高初速により、避弾経始を無効にし敵戦車の装甲に食い込んでいく強力なものであった。
実戦ではIS-1重戦車の、車体下部前面の鋳造製100mm/60度の装甲を至近距離から撃ち抜いたことが記録されている。また圧延防弾鋼に対する貫徹力については距離100mで69mm/60度、200mで65mm/60度、300mで60mm/60度、400mで56mm/60度、500mで40mm/60度、1000mで19mm/60度と、距離が増えるに従い急激に貫徹力が下がる。これは弾丸自体が小型軽量であるため、近距離でないと威力を発揮できないためである。
名称は「対戦車銃」であるが、対戦車砲のように二重の装甲防循とゴムタイヤを持つ形状で、戦闘時に車輪を外し低い姿勢での発砲も可能であった。また降下猟兵向けに開発された小型タイヤと鉄パイプ製の「軽量砲架41」を用いた2.8cm sPzB le.Fl-41もあり、クレタ島降下作戦で降下猟兵が大損害を受けてからは、工兵などの地上部隊でも使われている。Sd Kfz 250やSd Kfz 221にも搭載された。
砲弾と共に砲身も削られるというゲルリッヒ砲の宿命で、砲身寿命は400から500発程度と短い。また専用徹甲弾は貴重なタングステンカーバイトを消費するため、少数生産にとどまった。他のゲルリッヒ砲は早くに前線を退いたが、本砲は使用するタングステンの量が少なかったこともあって、一部の部隊では終戦まで使用されている。また、一部の銃架は大戦末期にMG151航空機関銃を地上転用する際に流用され、国民突撃隊によって使用された。

## 登場作品
『War Thunder』
ドイツ国防軍陸軍の駆逐戦車(対戦車自走砲や装甲車が中心)ツリーにて最初に開発できる駆逐戦車(装甲車)として2.8/2.0cm sPzB41搭載のSd.Kfz.221(s.Pz.B.41)が登場。